# Échappement libre
Échappement libre is een Frans-Spaans-Italiaanse film van Jean Becker die werd uitgebracht in 1964.

## Samenvatting
David is een goud- en juwelensmokkelaar aan wie wordt gevraagd driehonderd kilo goud, verstopt in een sportwagen, naar Libanon te smokkelen. Onderweg krijgt hij het gezelschap van een vrouw die verliefd op hem is. Hij besluit er met haar vandoor te gaan en de buit voor hen te houden. Zijn opdrachtgever zint op wraak en zendt zijn mannen op hem af ...

## Rolverdeling
| Acteur               | Personage                       |
| -------------------- | ------------------------------- |
| Jean-Paul Belmondo   | David Ladislas                  |
| Jean Seberg          | Olga Celan                      |
| Enrico Maria Salerno | Mario                           |
| Renate Ewert         | de gravin                       |
| Jean-Pierre Marielle | Van Houde                       |
| Fernando Rey         | de Libanese politieagent        |
| Gert Fröbe           | Fehrman                         |
| Rafaël Luis Calvo    | de man met één oog              |
| J. Mac               | Hendrick                        |
| Dominique Zardi      | de Griekse receptionist         |
| Wolfgang Preiss      | Grenner                         |
| Michel Beaune        | Daniel                          |
| Roberto Camardiel    | Stephanidès                     |
| Henri Attal          | een klant van het Griekse hotel |